# 모탈 컴뱃 (1995년 영화)
《모탈 컴뱃》(Mortal Kombat)은 1995년 공개된 미국의 무술 액션 영화이다. 게임 모탈 컴뱃의 실사 영화화 작품으로, 폴 W. S. 앤더슨 감독이 연출했고 린든 애슈비, 로빈 쇼우, 케리히로유키 다가와, 브리짓 윌슨, 탈리사 소토, 크리스토퍼 램버트가 출연했다. 영화 내용은 게임 1편을 바탕으로 각색된 것이다.
개봉 2년 뒤인 1997년 후속작 《모탈 컴뱃 2: 6일간의 전투》가 개봉하였다.

## 줄거리
지구와는 또 다른 차원인 아웃월드를 지배하는 황제는 지구를 침공하려고 시도하고, 이에 토너먼트 무술 대회 '모탈 컴뱃'이 열린다. 황제의 군사들이 이 무술 대회를 열번 재패하면 신으로부터 지구를 침공할 권리를 부여받는다. 황제의 군사는 이제까지 아홉 번을 우승했고, 황제의 부하인 마법사 샹청은 마지막 모탈 컴뱃을 위해 세계 각지에서 무술 고수들을 끌어들인다.
소림사 승려 리우 캉은 동생 찬을 죽인 원수 샹청에게 복수하기 위해 참여한다. 특수부대 요원인 소냐 블레이드는 동료의 원수이자 샹청의 부하인 케이노를 뒤쫓다가 흘러들어온다. 그리고 액션 배우 조니 케이지는 변장한 샹청으로부터 무술 실력이 진짜임을 증명하라는 요구에 따라 엮이게 된다. 이들은 홍콩의 부둣가에서 배에 올라타 모탈 컴뱃이 열리는 외딴 섬으로 향한다. 배 안에서 샹청은 자신의 노예 스콜피온과 서브제로를 앞세워 세 사람을 위협한다. 이때 지구의 번개신 레이든이 나타나 이들을 샹청으로부터 보호해준다. 레이든은 황제와 샹청의 지구 정복의 야욕에 대해 알려주고, 세 사람은 그에 맞설 고결한 용사로 선택받았다고 말한다.
대회 전날 연회장에서 리우 캉 일행은 황제의 양녀 키타나 공주와 만난다. 키타나 공주는 자신의 차원을 침략한 황제를 무찌르고자 일행과 동맹을 맺으려 하나, 샹청이 이를 경계하여 렙타일이라는 괴수 감시원을 붙인다. 일행은 그날 밤 샹청과 그의 부하 케이노와 괴물 고로의 이야기를 엿듣다가 발각되지만, 힘을 합쳐 적군으로부터 빠져나온다.
대회 당일, 리우 캉은 첫 번째 상대에게 가볍게 승리한다. 패배한 상대는 그대로 샹청에게 영혼을 빼앗긴다. 소냐 블레이드는 원수인 케이노와 맞붙어 승리하고, 그의 목을 꺾어 죽인다. 조니 케이지는 스콜피온과 대결하는데, 손에서 촉수를 뽑고 입에서 불을 뿜는 스콜피온에게 처음에는 압도당하지만 결국에는 그의 머리를 벰으로써 승리한다. 한편 리우는 두 번째 상대는 키타나 공주였는데, 공주는 싸움을 무승부로 끝내면서 몰래 리우에게 서브제로를 이길 수 있는 방법을 알려준다. 그리고 서브제로와의 대결에서, 리우는 공주의 조언대로 서브제로의 냉기 공격을 물로 받아치면서 그를 끝장낸다.
일행이 계속 승리를 거두자 괴물 고로가 나선다. 고로는 케이지의 친구 아트 린을 쓰러뜨리고, 샹청이 그의 영혼을 가져간다. 고로의 압도적인 실력에 소냐를 비롯한 일행이 두려움을 느끼자, 레이든은 각자의 두려움을 극복해야 한다고 조언한다. 한편 분노한 케이지는 샹청에게 고로와의 대결을 신청한다. 거구의 고로를 케이지는 급소를 차서 선제공격하고, 싸움 끝에 꾀를 써서 고로를 절벽에서 떨어뜨린다.
고로마저 쓰러지자 샹청은 소냐를 인질로 잡아 아웃월드로 데려간다. 그는 직접 나서서 소냐와 대결할 속셈이었다. 소냐 혼자의 힘으로는 샹청에게 이기지 못할 것임을 안 레이든은, 리우와 케이지를 아웃월드로 보낸다. 아웃월드에서, 리우는 인간으로 변한 렙타일과 싸워 이기고 키타나 공주와 만나, 샹청의 성으로 잠입하게 된다. 일행은 성에서 변장을 풀고 샹청에게서 소냐를 구한다.
리우가 샹청에게 대결을 신청하고, 공주가 그 대결의 정당성을 주장한다. 마침내 리우와 샹청이 최후의 대결을 벌인다. 긴 싸움 도중 샹청은 자신이 죽인 리우의 동생 찬의 모습으로 리우를 압박하지만, 리우가 두려움을 극복하고 샹청에게 맞선다. 리우가 날린 충격파에 맞은 샹청은 가시 돋힌 바닥으로 떨어져 죽음을 맞이한다. 샹청의 시체에서 찬을 비롯해 그가 지금까지 흡수한 영혼들이 뛰쳐나오고, 찬은 형 리우에게 계속 형 곁에 있을 것이라고 말한다.
대회가 지구 측의 승리로 끝나고, 일행은 소림사로 돌아와 승리를 자축한다. 그때 하늘에서 아웃월드의 황제 샤오칸이 현현하여 그들을 공격하기 시작하자, 이에 대적하는 일행의 모습을 마지막으로 영화가 끝난다.

## 출연
- 린든 애슈비 - 조니 케이지
- 로빈 쇼우 - 류 캉
- 케리히로유키 다가와 - 샹청
- 브리짓 윌슨 - 소냐 블레이드
- 탈리사 소토 - 키타나 공주
- 크리스토퍼 램버트 - 레이든
- 트레버 고더드 - 케이노
- 크리스 카사마사 - 스콜피온
- 프랑수아 프티 - 서브제로
- 키스 쿡 - 렙타일
- 톰 우드러프 주니어/케빈 마이클 리처드슨(목소리) - 고로
- 케네스 에드워즈 - 아트 린
- 그레고리 매키니 - 잭스
- 스티븐 호 - 찬 캉
- 피터 제이슨 - 보이드
- 샌디 헬버그 - 영화 감독
- 프랭크 웰커 - 샤오 칸

## 기타
- 미술: 조나단 A. 칼슨
- 세트: 수잔 디가스
- 스턴트: J.J. 페리
- 의상: 하 뉴엔
- 배역: 펀 챔피온
- 배역: 케이트 케네디
- 배역: 마크 팔라디니

## 같이 보기
- 비디오 게임을 원작으로 한 영화 목록